# Tergu
Tergu là một đô thị ở tỉnh Sassari trong vùng Sardinia, có khoảng cách khoảng 190 km về phía bắc của Cagliari và cách khoảng 20 km về phía đông bắc của Sassari. Tại thời điểm ngày 31 tháng 12 năm 2004, đô thị này có dân số 579 người và diện tích là 36,5 km².
Tergu giáp các đô thị: Castelsardo, Nulvi, Osilo, Sedini, Sennori, Sorso.